# Chapelle Saint-André de Sévanes
La chapelle Saint-André de Sévanes est une chapelle romane située à Saint-Paul-les-Fonts dans le département français du Gard en région Occitanie.

## Localisation
La chapelle se dresse isolée au milieu des oliviers, au chemin Saint-André et Carto, au nord-est du village de Saint-Paul-les-Fonts.

## Historique
La chapelle a été léguée en 1867 par des particuliers à la fabrique d'église de Saint-Paul-les-Fonts.
Au début du XXIe siècle, elle a pu être restaurée grâce à l’aide de la Fédération du Patrimoine.

## Architecture

### Le chevet
La chapelle, couverte de tuiles, possède un beau chevet semi-circulaire composé d'une abside unique édifiée en moellons assemblés en grand appareil, avec des traces de réfection dans le haut.
Cette abside est percée d'une fenêtre axiale unique, à double ébrasement, et de nombreux trous de boulin (trous destinés à ancrer les échafaudages).